# Dirección General de lo Contencioso
La Dirección General de lo Contencioso de España es el órgano directivo de la Abogacía General del Estado que dirige y coordina las competencias de representación y defensa ante los tribunales de justicia que tiene asignadas la Abogacía General respecto de los órganos de la Administración General del Estado.

## Historia
Esta Dirección General nace tras la reforma de los servicios consultivos del Estado que se llevó a cabo en diciembre de 2022, siendo ministra de Justicia Pilar Llop.
Con esta reforma, se consolidaba la denominación de «Abogacía General del Estado» que desde el año 2000 fue ganando peso frente a «Dirección del Servicio Jurídico del Estado». Además de esto, se crearon dos nuevas direcciones generales que gestionarían las dos áreas de trabajo principales de la Abogacía del Estado: el asesoramiento y la defensa jurídica. Para el segundo de estos aspectos se creó la Dirección General de lo Contencioso, a la que se adscribió la Subdirección General de Coordinación y Apoyo de los Servicios Contenciosos y la Abogacía del Estado ante el Tribunal de Cuentas.

## Estructura
La Dirección General de lo Contencioso se estructura como sigue:
- La Subdirección General de Coordinación y Apoyo de los Servicios Contenciosos, a la que le corresponde, en la medida en que no hayan sido asumidas por los correspondientes departamentos o abarquen a varios de estos:
  - Impartir las instrucciones y los criterios generales para los órganos y unidades que integran la Abogacía General del Estado, los Abogados del Estado, las personas habilitadas como sustitutos de los mismos y el restante personal de aquél, que fueran precisos para asegurar la calidad, coordinación, eficacia, eficiencia y unidad de doctrina en el desarrollo de las competencias de representación y defensa en juicio ante cualesquiera jurisdicciones y órdenes jurisdiccionales, en actuaciones pre-contenciosas, procedimientos judiciales, arbitrales, extrajudiciales y alternativos de resolución de disputas, conflictos de jurisdicción y cuestiones de competencia, así como responder a las consultas que le fueran elevadas por los órganos o unidades a quienes corresponda su llevanza.
  - En relación con los procedimientos antes mencionados, autorizar el ejercicio de acciones, impartir las instrucciones particulares para el desarrollo de las competencias de defensa y representación y autorizar los actos de disposición de la acción procesal.
  - Recopilar, sistematizar y difundir los criterios jurisprudenciales y doctrinales relativos a los procedimientos antes mencionados.
  - La representación y defensa en los procedimientos antes mencionados, cuando los mismos se ventilen ante Juzgados y Tribunales con sede en la Comunidad Autónoma de Madrid o le fueren encomendados por resolución del Abogado General del Estado.
  - Realizar actividades consultivas puntuales de asistencia jurídica preventiva o pre-contenciosa. En particular, colaborar en el análisis de la viabilidad de las acciones judiciales que se puedan ejercitar, en los casos en que se solicite el dictamen de la Abogacía General del Estado.
  - Coordinar y supervisar las funciones que correspondan a los letrados habilitados o sustitutos con el apoyo, en su caso, de los abogados del Estado-jefes en las comunidades autónomas.
  - Emitir los informes sobre expedientes para el pago de costas relativos a los procedimientos de declaración de lesividad.
- Las Abogacía del Estado ante el Tribunal de Cuentas, a la que le corresponde la representación y defensa en los procedimientos ante cualesquiera jurisdicciones y órdenes jurisdiccionales, en actuaciones pre-contenciosas, procedimientos judiciales, arbitrales, extrajudiciales y alternativos de resolución de disputas, conflictos de jurisdicción y cuestiones de competencia, cuando los mismos se sustancien ante el Tribunal de Cuentas. Asimismo, le corresponde la emisión de los informes que le pudieran ser solicitados de conformidad con lo señalado en el artículo 20.3 de la Ley 7/1988, de 5 de abril, de funcionamiento del Tribunal de Cuentas.

### Departamentos
Además de las estructura ya mencionada, existen en la Dirección General de lo Contencioso tres departamentos, que asumen la llevanza de algunos de los procesos atribuidos al Servicio Jurídico del Estado. Estos son:
- Departamento de Civil y Mercantil.
- Departamento de Penal.
- Departamento de Social.

## Director general
El director general de lo Contencioso es nombrado y separado por Real Decreto del Consejo de Ministros, a propuesta del ministro de Justicia y previo informe del abogado general del Estado, de entre los miembros del Cuerpo de Abogados del Estado.

### Lista de directores generales
- Jesús Moreno Vivas (2023-).[3]